# شينتارو هاشيموتو
شينتارو هاشيموتو (باليابانية: 橋本信太郎؛ بالكانا: はしもと しんたろう) هو عسكري ياباني، ولد في 11 مايو 1892 في واكاياما في اليابان، وتوفي في 16 مايو 1945 في مضيق ملقا في ماليزيا.